# 한국생산기술연구원

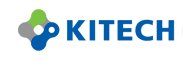
영문 로고

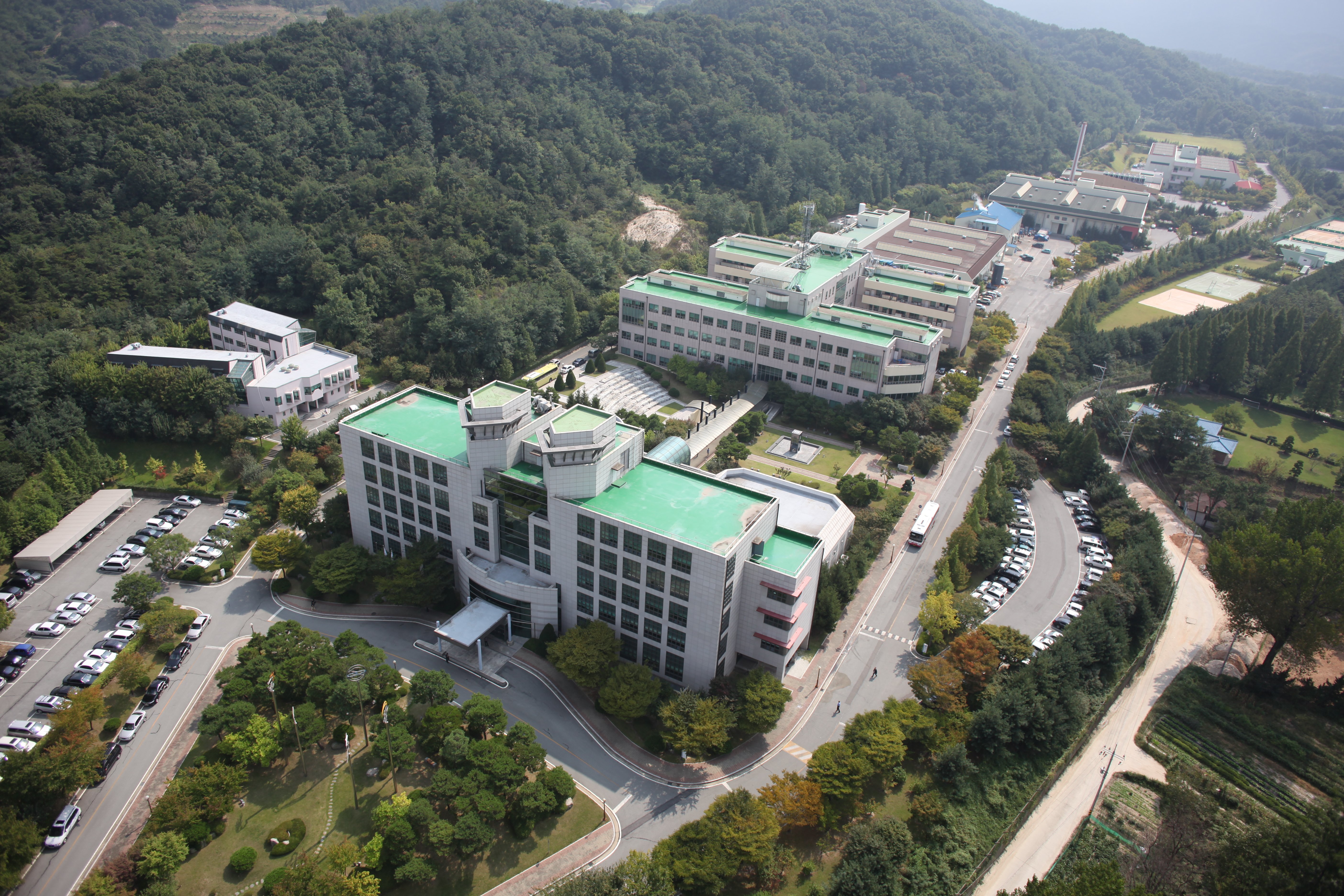
한국생산기술연구원 천안본원 전경

한국생산기술연구원(韓國生産技術硏究院, Korea Institute of Industrial Technology, 약칭: KITECH, 생기원) 산업계의 기술 고도화 지원을 위해 설립된 종합연구기관으로 1989년 10월 설립됐다.  
1999년 1월 대한민국 국무총리실 산하 산업기술연구회로 이관되고, 부설기관인 산업기술정책연구소·산업기술시험평가연구소·산업기술교육센터와 산하기관인 전자부품종합기술연구소가 각각 독립했다. 산업기술연구회가 2004년 과학기술부, 2008년 지식경제부로 이관함에 따라 주무부처가 변경되었으며 2013년 3월 이후부터 대한민국 과학기술정보통신부 산하 기타공공기관으로 지정되었다. 
본원은 충청남도 천안시 서북구 입장면 양대기로길 89에 위치하고 있다. 

## 주요 업무
주요 연구 분야는 지능화뿌리기술 분야, 인간중심생산기술 분야, 지속가능기술 분야이며, 각각 인천, 안산, 천안에 전문 연구소를 두고 있다. 이들 3연구소 외에 부산, 대구, 광주, 강릉, 전주, 울산, 제주에 7개 기술실용화본부를 운영 중이다. 현장이 필요로 하는 실용화 기술 및 차세대 핵심기술을 개발하고, 지역 산업계를 지원하는 거점 역할을 담당하고 있다. 또한 각 지역의 지자체, 대학, 연구소가 보유한 기술 지원 인프라를 기업지원으로 연결하는 산학연 네트워크 구축의 중심 역할을 수행 중이다. 
산업계의 제조혁신 지원을 위한 연구 개발 뿐 아니라 기업을 직접 지원하는 다양한 프로그램을 운영한다. R&D 기반 기술 지원, 연구장비 활용 지원, 현장 애로 해결을 위한 연구원 파견, 환경유해에 적극 대응할 수 있도록 지원하는 인증사업, 시제품 제작지원 등 다양한 지원 채널을 가동 중이다. 특히 협력관계가 두터운 기업을 파트너기업으로 지정하고, R&D 기반 기술지원, 연구장비 활용 지원 등 한국생산기술연구원의 지원 프로그램에 우선권을 부여해 글로벌 강소기업으로 육성하는 데 힘쓰고 있다. 생기원과 파트너기업 관계를 맺고 있는 기업 수는 3천 개가 넘는다.

## 연혁
- 1989년 10월 한국생산기술연구원 개원 (서울특별시 구로구 구로동)
- 1997년 5월 청사를 충청남도 천안시로 이전
- 1999년 1월 국무총리실 산하 산업기술연구회 소속으로 변경
- 2002년 12월 연구분야 중심의 중장기 발전계획 수립
- 2004년 7월 인천연구센터 준공 (현 지능화뿌리기술연구소)
- 2007년 6월 안산연구센터 준공 (현 인간중심생산기술연구소)
- 2007년 9월 광주연구센터 준공 (현 서남기술실용화본부)
- 2007년 12월 부산연구센터 준공 (현 동남기술실용화본부)
- 2008년 2월 지식경제부 산하로 이관
- 2011년 3월 전북지역본부 승격 (현 전북기술실용화본부)
- 2012년 6월 친환경청정기술센터 준공 (현 울산기술실용화본부)
- 2013년 3월 대경권지원본부 준공 (현 대경기술실용화본부)
- 2013년 3월 미래창조과학부 산하로 이관
- 2015년 4월 강원지역본부 신설
- 2019년 6월 제주지역본부 준공 (현 제주기술실용화본부)

## 조직

### 한국생산기술연구원장
- 감사부

#### 부원장
- 안전보건총괄실
- 보안총괄실
- 제조AI연구센터
- 첨단로봇제조전략기술센터

#### 경영기획본부
- 경영기획실
- 예산운영실
- 디지털행정추진실

#### 경영지원본부
- 총무운영실
- 인재경영실
- 재정운영실
- 구매자산실

##### 사업지원본부
- 사업총괄실
- 사업관리평가실

##### 미래기술전략본부
- 기술정책실
- 글로벌혁신실

##### 기술협력본부
- 기업협력기획실
- 기업성장지원실
- 기술사업화실

##### 조직성과홍보단
- 성과홍보실

##### 국가뿌리산업진흥센터
- 뿌리산업정책실
- 뿌리산업기반실
- 뿌리산업진흥실

##### 국가산업융합센터
- 산업융합정책실
- 산업융합기반실
- 산업융합규제대응실

##### 국가청정생산지원센터
- 기획평가조정실
- 순환경제실
- 탄소중립실
- 사업운영팀

##### 국가희소금속센터
- 희소금속산업실

##### 국가엔지니어링센터
- 엔지니어링산업정책실
- 엔지니어링기반실

##### 지능화뿌리기술연구소
- 경영지원단(지능화)
- 소재공급망연구부문
- 신산업부품화연구부문
- 유연생산연구부문
- 주문형생산연구부문
- 디지털생산부문
- 지역산업생산부문(성장동력)

##### 인간중심생산기술연구소
- 경영지원단(인간중심)
- 인간중심로봇연구부문
- 자율형제조공정연구부문
- 사용자편의기술연구부문
- 안전융합기술연구부문
- 섬유솔류션부문
- 지역산업혁신부문(제조로봇) - 패키징기술센터

##### 지속가능기술연구소
- 경영지원단(지속가능)
- 저탄소배출제어연구부문
- 산업에너지연구부문
- 녹색순환연구부문
- 저탄소전환연구부문
- 산업전환기술부문
- 지역산업혁신부문(배출저감)

### 지역본부
- 서남기술실용화본부(목적기반모빌리티)
- 동남기술실용화본부(극한에너지시스템)
- 대경기술실용화본부(모빌리티부품)
- 강원기술실용화본부(기능성소재)
- 울산기술실용화본부(저탄소수소통합시스템)
- 전북기술실용화본부(특수목적기계)
- 제주기술실용화본부(청정에너지전환시스템)